# Billy Bush
William Hall "Billy" Bush (nascido em 13 de outubro de 1971) é um antigo apresentador de rádio e televisão, e é membro da família Bush, esta que possui dois ex-presidentes dos Estados Unidos e diversas figuras políticas nacionalmente conhecidas que abrangem diversas de suas gerações.
Após sua primeira aparição como um correspondente no Access Hollywood, de 2001 a 2004, Bush tornou-se o principal âncora do programa, em 2004. Bush também apresentou The Billy Bush Show, que foi ao ar de 2008 a 2014. Deixou o Access Hollywood em 2016, tendo sido nomeado co-apresentador da terceira edição do programa Today.

## Vida pessoal
William Hall Bush nasceu em Manhattan, Nova Iorque,filho de Josephine  e Jonathan Bush.
O tio de Billy Bush (filho mais velho de seu pai) é George H. W. Bush, o 41º Presidente dos Estados Unidos. George W. Bush, o 43º Presidente, e o ex-governador da Flórida Jeb Bush são primos em primeiro grau de Billy.
Bush estudou o ensino médio na St. Bernard's School em Manhattan e na St. George's School, em Middletown, Rhode Island. Ele se graduou com uma Licenciatura em Relações Internacionais e Ciência Política no Colby College, em 1994.
Se casou com Sidney Davis, em 4 de abril de 1998. O casal tem três filhas: Josephine "Josie",Mary e Lillie.